# Червено знаме (София)
Червено знаме е български футболен отбор от София. Основан е през 1949 г. на основата на общинският Средец (София). През 1950 и 1951 г. играе в А група и двете години завършва на 6 място и достига до четвъртфинали за купата на страната. След това 5 години (1952-1956 г.) участва в първенството на Б група. От 1957 г. броят на Б групите е намален на две групи - Северна Б РФГ и Южна Б РФГ и Червено знаме отпада от Б група. Играе мачовете си на стадион „Червено знаме“ в кв. Гео Милев, с капацитет 8000 зрители. Основният екип е изцяло в червено. През 1962 г. е обединен с ЦСКА под името ЦСКА „Червено знаме“.

## Успехи
- 6 място в А група през 1950 и 1951 г.
- Четвъртфиналист за купата на страната през 1950 и 1951 г.
- 3 място в Софийската Б група през 1953 г.
- 5 място в Б група през 1952 г.

## Известни футболисти
- Николай Мутафов
- Христо Евтимов
- Живко Карадалиев
- Валентин Михов
- Николай Арабов
- Емил Минчев
- Петър Патев
- Григор Петков
- Цветан Илчев
- Кирил Станков
- Димитър Дойчинов
- Никола Цанев – юноша на клуба